# Кочорский
Кочорский — деревня в Ивановском районе Ивановской области России, входит в состав Богданихского сельского поселения.

## История
В 1981 году Указом Президиума Верховного Совета РСФСР посёлок центральной усадьбы совхоза «Кохомский» переименован  в Кочорский.

## Население
| 2010 |
| ---- |
| 487  |